# Дискусія Бора й Ейнштейна

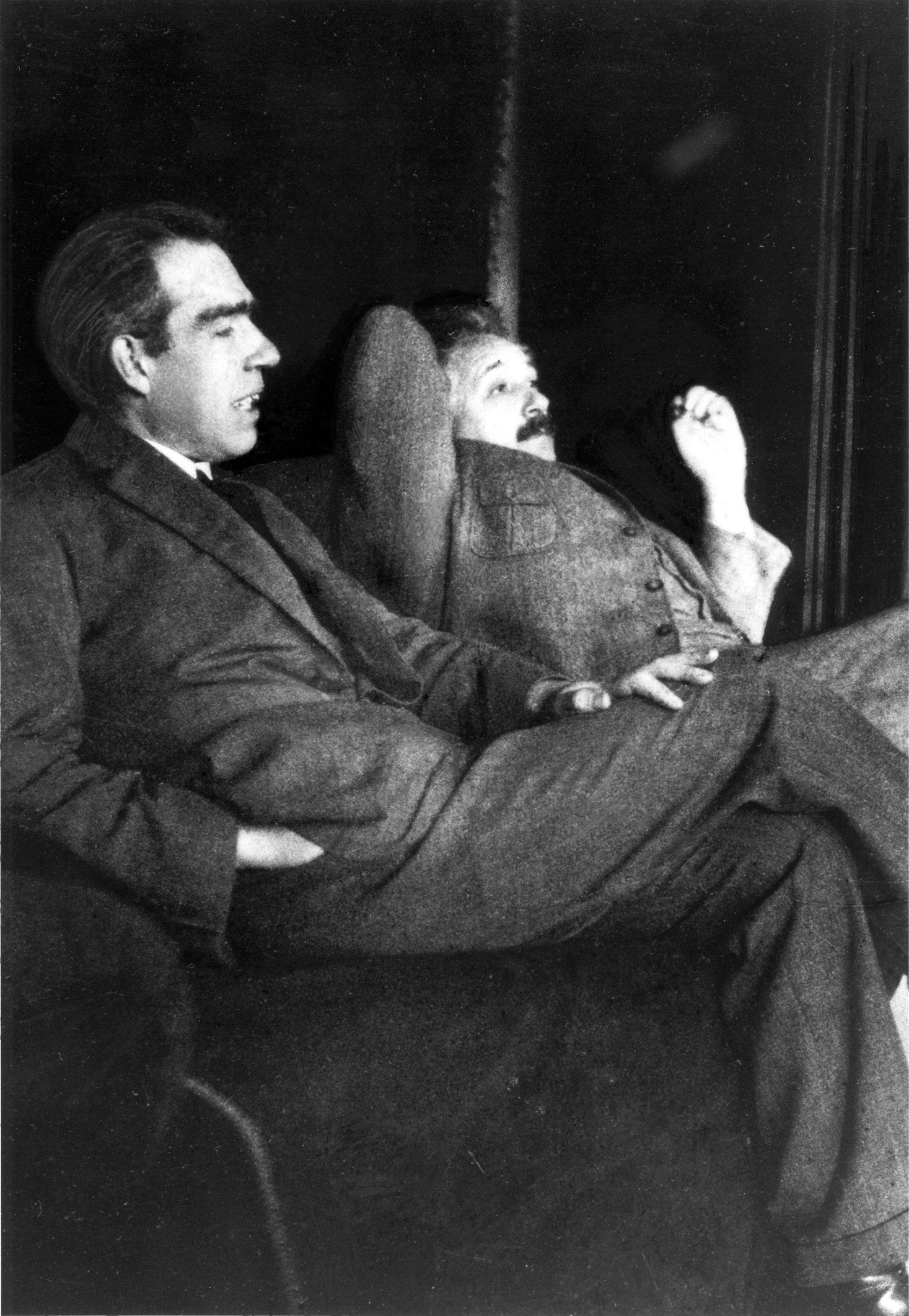
Нільс Бор з Альбертом Ейнштейном вдома у Пауля Еренфеста в Лейдені (грудень 1925)

Дискусія Бора і Ейнштейна — серія публічних диспутів про квантову механіку між Альбертом Ейнштейном і Нільсом Бором, що є важливим етапом розвитку філософії науки. Підсумки дискусії були підведені Бором у оглядовій статті під назвою «Дискусії з Ейнштейном про проблеми теорії пізнання в атомній фізиці». Незважаючи на їх розбіжності в думках щодо квантової механіки, Бор і Ейнштейн до кінця своїх днів захоплювалися один одним.

## До відкриття квантової механіки
Ейнштейн був першим фізиком, який сказав, що відкриття Планком порцій світлового випромінювання (стала Планка) вимагає перегляду законів фізики. У розвиток своєї точки зору, в 1905 році він припустив, що світло іноді проявляє властивості частинки, яку він назвав світловим квантом, а в 1909 році першим наголосив на важливості застосування принципу корпускулярно-хвильового дуалізму під час розробки нових фізичних теорій (див. Фотон і Корпускулярно-хвильовий дуалізм). Бор був одним з найбільш активних противників фотонної ідеї і не приймав її до 1925 року.
У 1913 році було створено модель Бора атома водню, в якій уявлення про кванти використано для пояснення атомних спектрів. Ейнштейн спочатку був налаштований скептично, але потім високо оцінив її.

## Виникнення квантової механіки
Створення квантової механіки у середині 1920-х років відбулося під керівництвом як Ейнштейна і Бора, так і їх попередників, та супроводжувалося дискусіями про фізичний сенс її основних понять. Дискусії Ейнштейна з творцями квантової механіки почалися у 1925 році, коли Вернер Гейзенберг увів матричні рівняння, в яких переглянув Ньютонівські уявлення про простір і час для процесів у мікросвіті, та продовжилися у 1926 році, коли Макс Борн припустив, що закони квантової механіки оперують ймовірностями подій.
Ейнштейн відкинув цю інтерпретацію. У листі 1926 року до Макса Борна Ейнштейн писав: 
|  | я, принаймні, переконаний, що він [Бог] не кидає кості. |

На п'ятій Сольвеївській конференції, що відбулася у жовтні 1927 року, почалася дискусія між Ейнштейном, Гейзенбергом і Борном про основи квантової механіки.

## Обговорення квантової механіки: перший етап
Позиція Ейнштейна протягом багатьох років істотно еволюціонувала. На першому етапі Ейнштейн відмовився прийняти квантовий індетермінізм і спробував продемонструвати, що принцип невизначеності може бути порушений, пропонуючи геніальний «уявний експеримент», який повинен дозволяти одночасне точне вимірювання несумісних змінних, таких як положення і швидкість, або використання одночасно хвильового і корпускулярного аспектів одного і того ж процесу.

### Аргументи Ейнштейна
Ейнштейн запропонував уявний експеримент з використанням законів збереження енергії та імпульсу для отримання інформації про стан частинки в процесі інтерференції, яка, відповідно до принципу невизначеності або доповнюваності, не повинна бути доступна.

Малюнок A. Монохроматичний промінь (той, для якого всі частинки мають однаковий імпульс) стикається з першим екраном, дифрагує, і дифрагована хвиля стикається з другим екраном із двома щілинами, внаслідок чого утворюється інтерференційна фігура на тлі F. Як завжди, передбачається, що тільки одна частинка за раз здатна пройти весь механізм. Вимірявши віддачі екрану S_{1}_{,} згідно з Ейнштейном, можна визначити, через яку щілину пройшла частинка, не зруйнувавши інтерференційної картини.

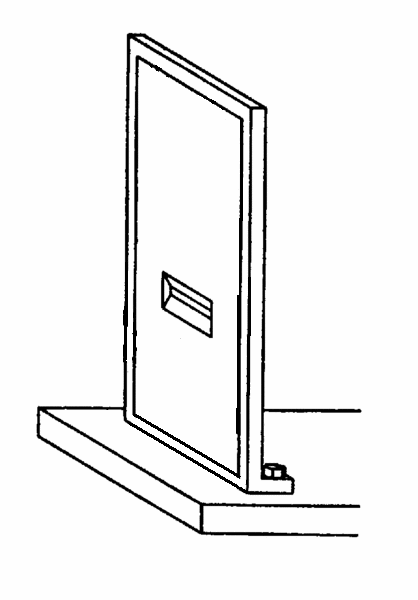
Малюнок B. Щілина Ейнштейна.

На малюнку A показана експериментальна установка: промінь світла, перпендикулярний до осі X, поширюється в напрямку z і зустрічає екран S1 з вузькою (щодо довжини хвилі променя) щілиною. Пройшовши через щілину, хвильова функція дифрагує з кутовим розкриттям, що змушує її зіткнутися із другим екраном S2 з двома щілинами. Послідовне поширення хвиль призводить до формування інтерференційної фігури на кінцевому екрані F.
Процес проходження світла через дві щілини другого екрану S2 є суттєво хвильовим. Він являє собою інтерференцію між двома станами, у яких частинка локалізована в одній з двох щілин. Це означає, що частинка «поширюється» перш за все в зони конструктивної інтерференції і не може виявитися в точках зон деструктивної інтерференції (у яких хвильова функція обнуляється). Також важливо відзначити, що будь-який експеримент, призначений для доведення «корпускулярного» аспекту процесу при проходженні екрану S2 (що, в даному випадку, зводиться до визначення того, через яку щілину пройшла частинка) неминуче руйнує хвильові аспекти, призводячи до зникнення інтерференційної фігури та появи двох концентрованих плям дифракції, що підтверджує наші знання про траєкторію руху частинки.
У цей момент Ейнштейн знову розглядає перший екран та стверджує: оскільки частинки, що взаємодіють, мають швидкості (практично) перпендикулярні екрану S1, і оскільки тільки взаємодія з цим екраном може викликати відхилення від первісного напрямку поширення, згідно із законом збереження імпульсу, який має на увазі, що сума імпульсів двох систем, що взаємодіють, зберігається, якщо частинка, що падає, відхиляється вгору, то екран буде відкочуватися вниз і навпаки. У реальних умовах маса екрану настільки велика, що він залишиться нерухомим, але, в принципі, можна виміряти навіть нескінченно малу його віддачу. Якщо ми уявимо собі вимірювання імпульсу екрану в напрямку X після проходження кожної окремої частинки, з того, у який бік відхилився екран, ми можемо дізнатися, відхилилась розглянута частинка вгору чи вниз, а, отже, через яку щілину в S2 вона пройшла. Але оскільки визначення напряму віддачі екрану після того, як частинка пройшла, не може вплинути на подальший розвиток процесу, ми все одно будемо мати картину зникнення інтерференції на екрані F. Зникнення інтерференції відбувається саме тому, що стан системи є «суперпозицією» двох станів, хвильові функції яких ненульові тільки поблизу однієї із двох щілин. З іншого боку, якщо кожна частинка проходить тільки через щілину b або щілину c, то множина системи — це статистична суміш двох станів, а це означає, що інтерференція неможлива. Якщо Ейнштейн правий, то маємо порушення принципу невизначеності.

### Відповідь Бора

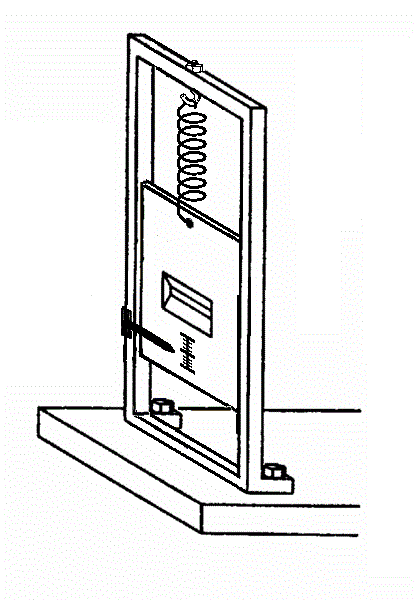
Малюнок C. Для того щоб реалізувати пропозицію Ейнштейна, необхідно замінити перший екран на малюнку A (S_{1}_{)} діафрагмою, яка може переміщуватися вертикально, так, як це запропонував Бор.

Відповідь Бора полягала у тому, щоб проілюструвати ідею Ейнштейна чіткіше, використовуючи вимірювальний прилад із ковзним вгору і вниз екраном, як на малюнку C. Бор зауважує, що надзвичайно точне знання будь-якого (потенційного) вертикального руху екрану є суттєвою передумовою в аргументації Ейнштейна. Справді, якщо його швидкість у напрямку х до проходження частинки не відома з точністю, істотно більшою, ніж викликана віддачею (тобто якби він уже рухався вертикально з невідомою і більшою швидкістю, ніж та, яку він отримує внаслідок контакту з частинкою), то визначення його руху після проходження частинки не дало б тієї інформації, яку ми шукаємо. Однак, продовжує Бор, надзвичайно точне визначення швидкості екрану, коли застосовується принцип невизначеності, має на увазі неминучу неточність його положення в напрямку x. Таким чином, ще до початку процесу екран займав би невизначене положення, принаймні до певної міри (визначається співвідношенням невизначеностей між координатою і імпульсом квантової механіки). Тепер розглянемо, наприклад, точку d на малюнку А, де інтерференція має мінімум. Будь-яке зміщення першого екрану зробило б довжини двох шляхів, «ab-d» і «a-cd», відмінними від зазначених на малюнку. Якщо різниця між двома шляхами змінюється на половину довжини хвилі, то в точці d виникає максимум, а не мінімум інтерференції. Ідеальний експеримент повинен усереднювати всі можливі положення екрану S1, і кожному положенню відповідає, для деякої фіксованої точки F, інший тип перешкоди, від абсолютного мінімуму до абсолютного максимуму. Ефект цього усереднення полягає у тому, що картина інтерференції на екрані F буде рівномірно сірою. Ще раз, наша спроба довести корпускулярні аспекти в S2 знищила можливість інтерференції в F, яка критично залежить від хвильових аспектів.
Як визнавав Бор, для розуміння цього явища 
|   | вирішальним є тут те, що, у такого роду дослідах, тіла, які беруть участь в обміні кількістю руху і енергією з частинками, входять поряд з ними до складу системи, до якої повинен застосовуватися формальний апарат квантової механіки. Що стосується специфікації умов, необхідних для однозначного застосування цього формального апарату, то тут важливо те, що ці умови повинні характеризувати всю установку в цілому. Справді, приєднання будь-якої нової частини приладу, наприклад, дзеркала, поставленого на шляху частинки, викликало б нові інтерференційні явища, які можуть істотно вплинути на передбачення можливих результатів, які врешті-решт реєструються. |
| — | |

Далі Бор намагається вирішити цю двозначність щодо того, які частини системи слід вважати макроскопічними, а які ні:
|  | Зокрема, має бути дуже ясно, що... однозначне використання просторово-часових понять при описі атомних явищ зводиться до реєстрації спостережень, які відносяться до зображень на фотографічному об'єктиві або до аналогічних практично незворотних ефектів посилення, такі як утворення краплі води навколо іона в темній кімнаті. |

Аргумент Бора про неможливість використання апарату, запропонованого Ейнштейном, для порушення принципу невизначеності вирішальним чином випливає з того, що макроскопічна система (екран S1) підпорядковується квантовим законам. З іншого боку, Бор послідовно вважав, що для того, щоб наочно описати мікроскопічні аспекти реальності, необхідно використовувати процес підсилення, в якому використовуються макроскопічні прилади, головною особливістю яких є те, що вони підкоряються класичним законам і можуть бути описані в класичних термінах. Ця двозначність називається сьогодні проблемою вимірювання у квантовій механіці .

### Принцип невизначеності для часу і енергії
У багатьох хрестоматійних прикладах і популярних обговореннях квантової механіки принцип невизначеності пояснюється посиланням на пару змінних «положення і швидкість» (або імпульс). Важливо відзначити, що хвильова природа фізичних процесів має на увазі, що повинно існувати ще одне співвідношення невизначеності: між часом та енергією. Для того, щоб осмислити це співвідношення, зручно звернутися до експерименту, який вивчає поширення хвилі, обмеженої у просторі. Припустимо, що промінь, який надзвичайно витягнутий у поздовжньому напрямку, поширюється до екрану зі щілиною, забезпеченою затвором, який залишається відкритим тільки протягом дуже короткого проміжку часу {\displaystyle \Delta t} . За межами щілини буде спостерігатися хвиля, яка займає обмежену область простору, яка продовжує поширюватися вправо.
Ідеально монохроматична хвиля (наприклад, музична нота, яку не можна розділити на гармоніки) має нескінченну просторову протяжність. Для того, щоб мати хвилю, яка обмежена у просторі (що на практиці називається хвильовим пакетом), кілька хвиль різних частот повинні бути накладені і розподілені неперервно у межах певного інтервалу частот навколо середнього значення, наприклад {\displaystyle \nu _{0}}. Як наслідок, в кожен момент часу існує ділянка простору (яка рухається з часом), у якій внески різних полів додаються. Проте, згідно з точною математичною теоремою, якщо ми віддаляємося від цієї області, фаза s з різних полів різниться все більше та виникає мінімум інтерференції. Тому ділянка, у якій хвиля має ненульову амплітуду, просторово обмежена. Легко продемонструвати що, якщо хвиля має просторові розміри, рівні {\displaystyle \Delta x} (що означає, в нашому прикладі, що затвор залишався відкритим протягом часу {\displaystyle \Delta t=\Delta x/v} де v-швидкість хвилі), тоді хвиля містить (або є суперпозицією) різних монохроматичних хвиль, частоти яких займають інтервал {\displaystyle \Delta \nu }, який відповідний співвідношенню:
{\displaystyle \Delta \nu \geq {\frac {1}{\Delta t}}.}
Пам'ятаючи, що в універсальному співвідношенні Планка частота й енергія пропорційні:
{\displaystyle E=h\nu \,}
з попередньої нерівності одразу випливає, що частинка, пов'язана з хвилею, повинна мати енергію, яка не цілком визначена (оскільки різні частоти беруть участь у суперпозиції) і, отже, існує невизначеність енергії:
{\displaystyle \Delta E=h\,\Delta \nu \geq {\frac {h}{\Delta t}}.}
З цього одразу слідує, що:
{\displaystyle \Delta E\,\Delta t\geq h}
це відношення невизначеності між часом і енергією.

### Друге заперечення Ейнштейна

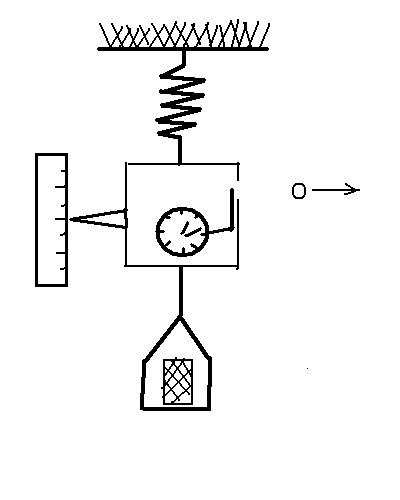
Малюнок D Фотонний ящик Ейнштейна

На шостому Сольвеївському Конгресі у 1930 році нещодавно відкрите співвідношення невизначеностей було ціллю критики Ейнштейна. Він висунув ідею уявного експерименту зі спростування співвідношення невизначеностей.
Ейнштейн розглядає коробку (звану «коробкою Ейнштейна», див. рис. D), що містить електромагнітне випромінювання і годинник, які керують відкриттям затвора, який закриває отвір, зроблений в одній зі стінок коробки. Затвор відкриває отвір на час {\displaystyle \Delta t}, який можна вибрати довільно. Під час відкриття, ми повинні припустити, що фотон, з числа тих, хто всередині коробки, виходить через отвір. Таким чином виникає обмежена у просторі хвиля, що відповідає наведеному вище поясненню. Щоб поставити під сумнів співвідношення невизначеностей між часом і енергією, необхідно знайти спосіб з достатньою точністю визначити енергію, яку приніс фотон. У цей момент Ейнштейн повертається до свого знаменитого співвідношення між масою і енергією спеціальної теорії відносності: {\displaystyle E=mc^{2}}. З нього випливає, що знання маси об'єкта дає точну вказівку про його енергію. Тому аргумент дуже простий: якщо ви зважуєте коробку до і після відкриття затвора і якщо певна кількість енергії вирвалася з коробки, то коробка стане легшою. Зміна маси, помножене на {\displaystyle c^{2}} забезпечить точне знання випущеної енергії.
Крім того, годинник вкаже точний час, коли відбулася подія емісії частинки. Оскільки, в принципі, масу ящика можна визначити з довільною точністю, випромінена енергія може бути визначена з будь-якою бажаною точністю {\displaystyle \Delta E}. Таким чином, результат {\displaystyle \Delta E\Delta t} може бути меншим, ніж допускається принципом невизначеності.
Дотепна ідея Ейнштейна спочатку поставила в тупик Бора. Наведемо спогади сучасника Леона Розенфельда, вченого, який брав участь у Конгресі, і описав цю подію кілька років по тому:
|  | Для Бора це було справжнім ударом… він не міг зразу дати пояснення. Весь вечір він дуже страждав, ходив від одного до іншого і намагався всіх переконати, що це не так, що якщо Ейнштейн правий, то фізиці настав кінець; але знайти спростування не міг. Ніколи не забуду, як суперники покинули університетський клуб: поруч з неспішним високим величним Ейнштейном, на губах якого грала дещо іронічна посмішка, дріботів дуже схвильований Бор… Наступного ранку настав час тріумфу Бора. |

### Тріумф Бора
«Тріумф Бора» полягав у тому, що він глибоко проаналізував процес вимірювання з точки зору квантової фізики і показав, що співвідношення невизначеностей між енергією і часом залишається справедливим. При цьому він апелював саме до однієї з великих ідей Ейнштейна: принципу еквівалентності між гравітаційною масою та інертною масою, разом з уповільненням часу спеціальної теорії відносності, і наслідку з них — гравітаційному червоному зміщенню. Бор показав, що для того, щоб експеримент Ейнштейна міг бути проведений, ящик повинен був бути підвішений на пружині у гравітаційному полі. Для того, щоб уможливити відбір проб ваги коробки, стрілка ваги, яка вказує на вимірювальну шкалу, повинна бути прикріплена до коробки. Після вильоту фотона, вантаж, еквівалентний його масі {\displaystyle m}, повинен бути доданий до коробки, щоб повернути стрілку в початкове положення і це дозволило б нам визначити енергію {\displaystyle E=mc^{2}}, яка була втрачена, з виходом фотона. Коробка знаходиться у гравітаційному полі з прискоренням вільного падіння {\displaystyle g}, і гравітаційне червоне зміщення впливає на швидкість ходу годинника, даючи невизначеність показів годинника {\displaystyle \Delta t} під час знімання показів {\displaystyle T}.
Бор дав такий розрахунок, прийшовши в результаті до співвідношення невизначеностей для енергії та часу {\displaystyle \Delta E\Delta t\geqslant {\frac {\hbar }{2}}}. Нехай {\displaystyle \Delta m} — невизначеність маси {\displaystyle m}, а {\displaystyle \Delta q} — похибка вимірювання положення стрілки ваги. Додання навантаження {\displaystyle m} у поле тяжіння надає імпульс {\displaystyle p}, який ми можемо виміряти з точністю {\displaystyle \Delta p}, де {\displaystyle \Delta p\Delta q\geqslant {\frac {\hbar }{2}}}. Очевидно, {\displaystyle \Delta p<tg\Delta m}, і таким чином, {\displaystyle tg\Delta m\Delta q\geqslant {\frac {\hbar }{2}}}. За формулою червоного зміщення (яка випливає з принципу еквівалентності та уповільнення часу), невизначеність у часі {\displaystyle t} дорівнює {\displaystyle \Delta t=t{\frac {g\Delta q}{c^{2}}}} і {\displaystyle \Delta E=c^{2}\Delta m}, отже {\displaystyle \Delta E\Delta t=c^{2}\Delta m\Delta t\geqslant {\frac {\hbar }{2}}}. Тому ми прийшли до співвідношення невизначеностей між енергією і часом {\displaystyle \Delta E\Delta t\geqslant {\frac {\hbar }{2}}}.

## Теорія прихованих параметрів
Друга фаза «дискусії» Ейнштейна з Бором та ортодоксальною інтерпретацією характеризується прийняттям того факту, що практично неможливо одночасно визначити значення певних несумісних величин, але відмовою від того, що це означає, що ці величини насправді не мають точних значень. Ейнштейн відкидає ймовірнісну інтерпретацію Борна та наполягає, що квантові ймовірності є епістемологією, а не онтологією в природі. Отже, теорія повинна бути в якомусь сенсі неповною. Він визнає велику цінність теорії, але припускає, що вона «не розповідає всієї історії», і, надаючи відповідний опис на певному рівні, не дає інформації про більш фундаментальний базовий рівень:
|  | Я з великою повагою ставлюся до цілей, які переслідують фізики останнього покоління, які йдуть під лозунгом квантової механіки, і я вважаю, що ця теорія є глибокою, звичайно, але я також вірю, що обмеження законами статистичного характеру виявиться тимчасовим… Без сумніву, квантова механіка вхопила важливий фрагмент істини та стане взірцем для всіх майбутніх фундаментальних теорій, але вона має бути виведена як граничний випадок з таких основ, як електростатику можна вивести з рівнянь Максвелла для електромагнітного поля або як термодинаміка виводиться зі статистичної механіки. |

Ці думки Ейнштейна поклали початок лінії досліджень у теорії прихованих параметрів, наприклад, інтерпретація Бома, у спробі завершити будівлю квантової теорії. Якщо квантова механіка може бути зроблена «повною» в сенсі Ейнштейна, це не може бути зроблено локально; цей факт був продемонстрований Беллом формулюванням нерівності Белла у 1964 році.

## Квантова заплутаність

### ЕПР-парадокс

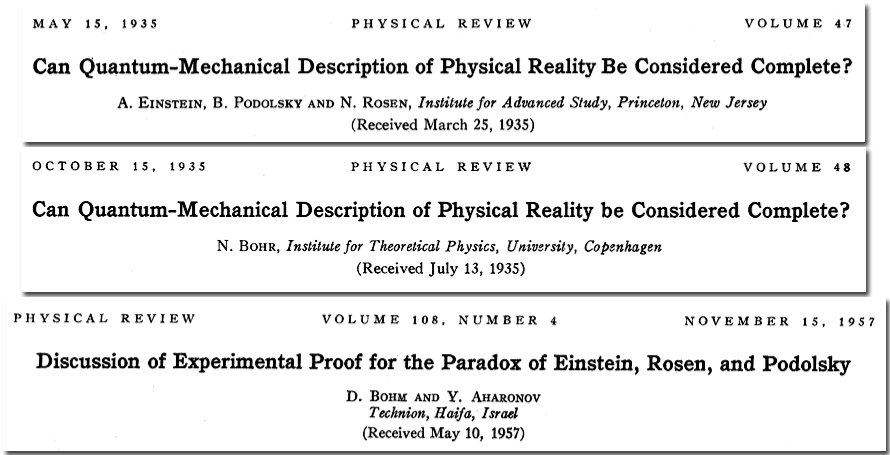
Титульні сторінки перших статей про ЕПР.

У 1935 році Ейнштейн, Борис Подольський і Натан Розен опублікували статтю під назвою «Чи можна вважати, що квантово-механічний опис фізичної реальності є повним?». У ній вони аналізували поведінку системи, що складається з двох частинок, які взаємодіяли протягом короткого проміжку часу. Перш ніж перейти до цього аргументу, необхідно сформулювати ще одну гіпотезу, яка випливає з роботи Ейнштейна в теорії відносності - принцип близькодії: 
|  | Елементи фізично об'єктивно спостережуваної реальності не можуть зазнавати миттєвої дії на відстані. |

Аргумент ЕПР у 1957 році підхопили Девід Бом і Якір Ааронов в опублікованій статті з заголовком «Обговорення експериментального доведення парадоксу Ейнштейна, Розена й Подольського.» Автори переформулювали аргумент у термінах заплутаного стану двох частинок, які можна підсумувати в такий спосіб:
1) розглянемо систему з двох фотонів, які в момент часу t розташовані, відповідно, в просторово віддалених ділянках A і B, які також перебувають у заплутаному стані поляризації {\displaystyle \left|\Psi \right\rangle } як описано нижче:
{\displaystyle \left|\Psi ,t\right\rangle ={\frac {1}{\sqrt {2}}}\left|1,V\right\rangle \left|2,V\right\rangle +{\frac {1}{\sqrt {2}}}\left|1,H\right\rangle \left|2,H\right\rangle .}
2) В момент часу t фотон в ділянці А випробовується на вертикальність поляризації. Припустимо, що результат вимірювання полягає у тому, що фотон проходить через фільтр. Відповідно до зменшення хвильового пакету, результатом є те, що з часом t + dt система стає:
{\displaystyle \left|\Psi ,t+dt\right\rangle =\left|1,V\right\rangle \left|2,V\right\rangle .}
3) у цей момент спостерігач в А, який здійснив перше вимірювання на фотоні 1, не роблячи нічого іншого, що могло б порушити систему чи інший фотон («припущення (R)», нижче), може з впевненістю передбачити, що фотон 2 пройде тест на вертикальність поляризації. Звідси випливає, що фотон 2 має елемент фізичної реальності: вертикальну поляризацію.
4) згідно з припущенням про локальність, це не могла бути дія, виконана в A, яка створила цей елемент реальності для фотона 2. Отже, ми повинні зробити висновок, що фотон мав властивість проходити тест вертикальності поляризації до та незалежно від вимірювання фотона 1.
5) в момент часу Т спостерігач в А міг би вирішити провести випробування поляризації при 45°, отримавши певний результат, наприклад, що фотон проходить випробування. В такому випадку, він міг би зробити висновок, що фотон 2 виявився поляризованим під кутом 45°. І навпаки, якщо фотон не пройшов проведеного випробування, він міг би зробити висновок, що фотон 2 виявився поляризованим на 135°. Поєднуючи одну з цих альтернатив із висновком, зробленим у 4, здається, що фотон 2, до того, як відбулося вимірювання, володів як властивістю бути здатним з певністю пройти тест вертикальності поляризації, так і властивістю бути здатним пройти з певністю тест на поляризацію з кутом 45° або 135°. Ці властивості несумісні згідно з формалізмом.
6) оскільки природні й очевидні вимоги змусили зробити висновок, що фотон 2 одночасно володіє несумісними властивостями, це означає, що, навіть якщо неможливо визначити ці властивості одночасно і з довільною точністю вони проте об'єктивно належать системі. Але квантова механіка заперечує цю можливість і тому вона є неповною теорією.

### Відповідь Бора
Відповідь Бора на цей аргумент була опублікована на п'ять місяців пізніше від первісної публікації ЕПР, у тому ж журналі і з такою ж назвою, як і оригінал.
|  | …формулювання вищезазначеного критерію фізичної реальності, запропонованого Ейнштейном, Подольським та Розеном, містить двозначність у виразі „без будь-якого збурення системи“. Зрозуміло, у випадку, подібному до щойно розглянутого, не йдеться про те, щоб протягом останнього критичного етапу процесу вимірювання досліджувана система зазнавала будь-якого механічного збурення. Але й на цьому етапі мова йде по суті про збурення у сенсі впливу на самі умови, що визначають можливі типи прогнозів майбутньої поведінки системи. Оскільки ці умови складають суттєвий елемент опису будь-якого явища, до якого можна застосовувати термін „фізична реальність“, то ми бачимо, що аргументація згаданих авторів не виправдовує їхніх висновків про те, що квантовомеханічний опис істотно неповний. І навпаки, як випливає з наших попередніх міркувань, цей опис може бути охарактеризований як розумне використання всіх можливостей однозначного тлумачення вимірювань, сумісного із характерною для квантових явищ скінченною і не підлеглою обліку взаємодією між об'єктом і вимірювальними приладами. |

## Сучасний етап дискусії
У своїй останній статті на цю тему Ейнштейн ще більше уточнив свою позицію, висловивши побоювання, що квантова фізика може послужити приводом для заперечення існування об'єктивно реального світу. Хоча більшість вчених вважають, що Ейнштейн був неправий, дискусія триває.